# Iselisberg
Iselisberg ist eine Siedlung im Kanton Thurgau in der Schweiz. Sie gehört zur politischen Gemeinde Uesslingen-Buch im Bezirk Frauenfeld.

## Geographie
Der Weiler liegt nordwestlich der Bezirkshauptstadt Frauenfeld auf dem Iselisberg und hatte im Jahr 2018 48 Einwohner. Nördlich des Dorfes liegen der Hüttwilersee, der Nussbaumersee und der Hasensee. Iselisberg ist Zentrum des gleichnamigen Weinbaugebietes, das weit über die Kantonsgrenzen bekannt ist.

## Geschichte
Der lang gestreckte und steile Südhang am Fusse der Siedlung war bis zu Beginn des 20. Jahrhunderts lückenlos mit Reben bestückt. Bis in die 1960er-Jahre verschwand der Rebbau jedoch fast vollständig. Erst im Rahmen einer Landschaftsmelioration 1967–1980 wurde wieder ein zusammenhängender Weinberg von ca. 50 Hektaren geschaffen.
Iselisberg ist im Inventar der schützenswerten Ortsbilder der Schweiz aufgeführt.

## Umgebung
Östlich von Iselisberg liegt das Kloster Kartause Ittingen, das 1150 gegründet wurde.
Am Südhang des Iselisberges wurde der grösste Rebberg im Kanton Thurgau gepflanzt. Im Seebachtal liegt der Nussbaumersee, der ein Naturschutzgebiet ist.

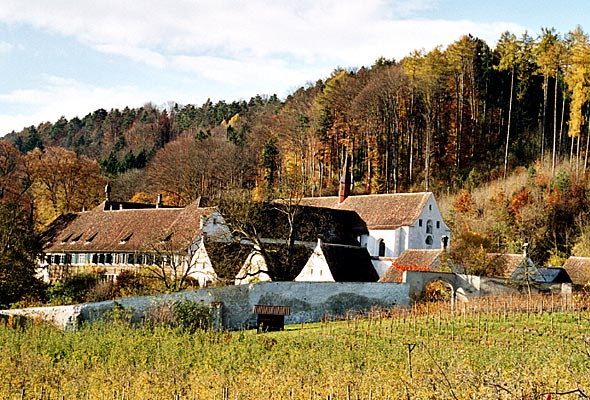
Kartause Ittingen
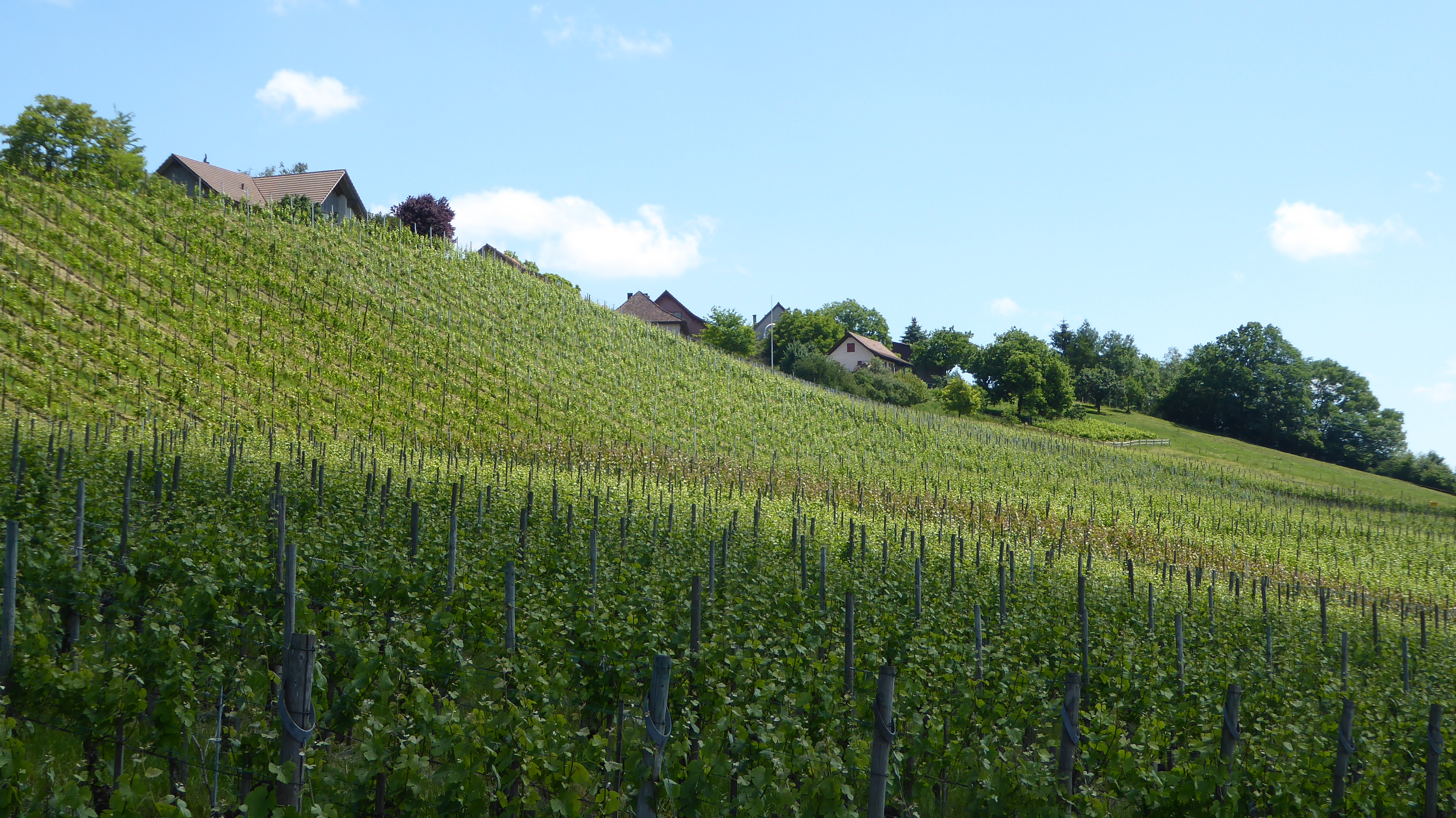
Rebberg unterhalb von Iselisberg
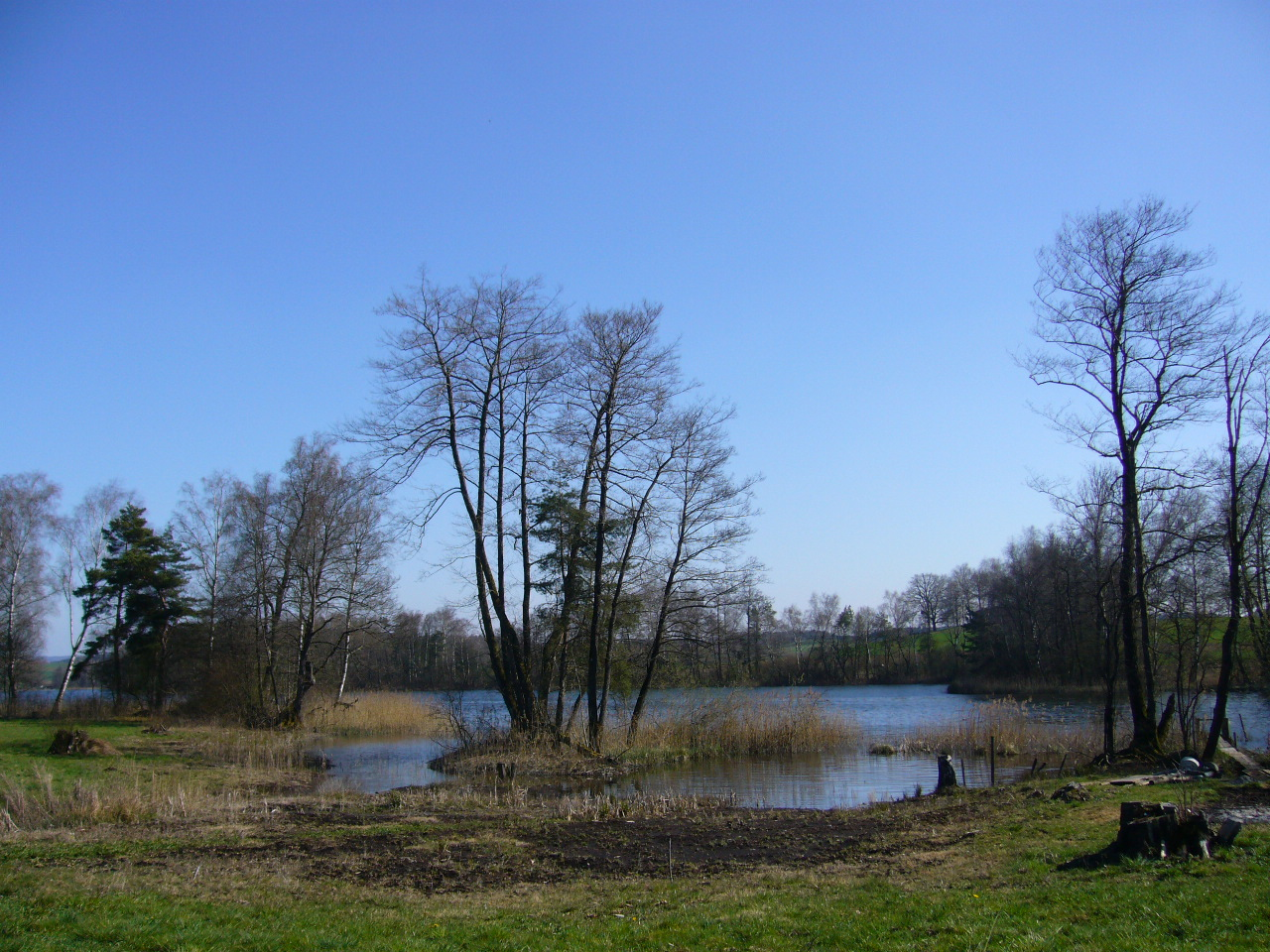
Nussbaumersee

## Veranstaltungen
Jedes Jahr im Juli finden jeweils der Sommernachtsball (ca. 3000 Besucher) und ein Tractor Pulling statt.